# Брылёвка
Брылёвка (бел. Брылёўка) — деревня в Краснопольском районе Могилёвской области Республики Беларусь. В составе Яновского сельсовета.

## География
Расположена в 10 км от Краснополья.
Ближайшие населённые пункты Заречье, Палуж 1 и др.

### Гидрография
Недалеко протекает река Палуж.

## История
В 1910 году в Палужской волости Чериковского уезда Могилёвской губернии.
До 11 апреля 1960 года деревня входила в состав Полужского сельсовета, до 25 июля 2008 года — в состав Высокоборского сельсовета.

## Население

### Численность
- 2009 год — 9 жителей

### Динамика
- 2009 год — 9 жителей (перепись населения)[2]

## Достопримечательность
- Ботанический сад «Иванов Хутор» — памятник природы местного значения. Площадь 10 га.

Произрастает более 70 видов экзотических деревьев из Европы, Азии и Северной Америки (лиственница сибирская, кедр сибирский, пихта европейская, туя, бук восточный, сосна румелийская и т.д.). Основан в 1963 году Зотовым Иваном Изотовичем.